# Noctua nictitans
Noctua nictitans är en fjärilsart som beskrevs av Barend J. Lempke 1962. Noctua nictitans ingår i släktet Noctua och familjen nattflyn. Inga underarter finns listade i Catalogue of Life.

## Bildgalleri

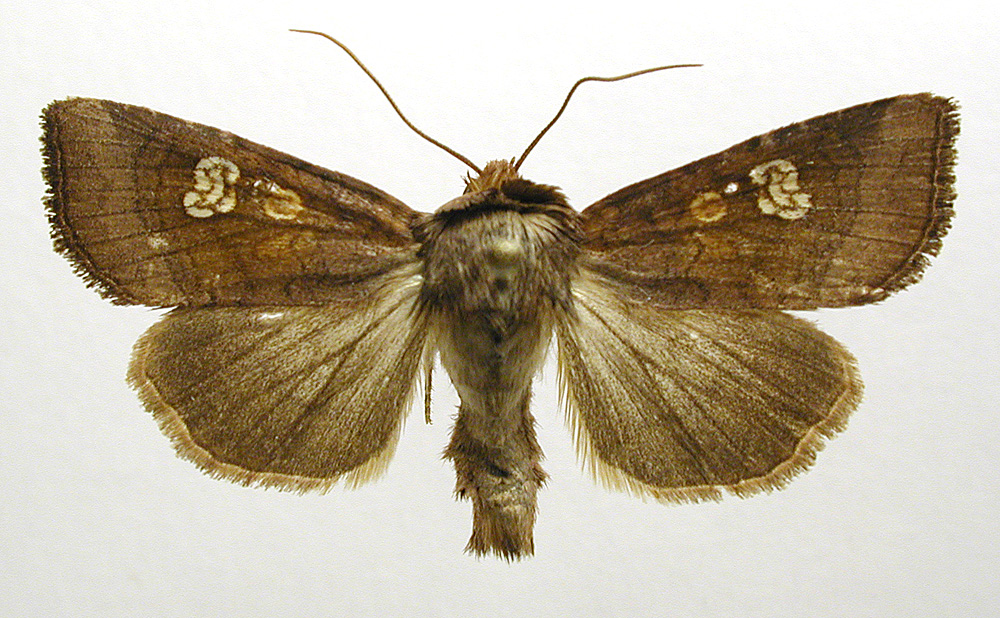